# Деяна Костадинова
Деяна Георгиева Костадинова е български политик и дипломат, постоянен представител на Република България към Службата на ООН и други международни организации в Женева.

## Биография

### Ранен живот и образование
Деяна Костадинова е родена на 26 март 1971 г. в град Бургас, България. Завършила е Юридическия факултет на Софийски университет „Св. Климент Охридски“ през 1994 г. След дипломирането си работи като адвокат от Софийска адвокатска колегия.

### Професионална и политическа кариера
През 2001 г., при създаването на Държавната агенция за закрила на детето, се включва в екипа ѝ като главен юрисконсулт и началник на отдел „Правен и връзки с обществеността“. През 2004 г. става главен директор на новосъздадената Главна дирекция „Контрол по правата на детето“ в Агенцията, която извършва проверки за спазване на правата на детето от всички училища, детски градини, ясли, обслужващи звена, дирекции „Социално подпомагане“, неправителствени организации, специализирани институции за деца и други.
През 2007 г. е назначена за началник на отдел „Законодателство, оценка на риска и нередности“ към Главна дирекция „Програмиране на регионалното развитие“ в министерството на регионалното развитие и благоустройството. Дирекцията е Управляващ орган по Оперативна програма „Регионално развитие“ 2007 – 2013, а ръководеният от Костадинова отдел е отговорен за регистрирането и докладването на нередности по ОПРР.
В периода 2009 – 2011 г. е съветник по социални политики на министър-председателя Бойко Борисов.
От юни 2011 до февруари 2012 г. е заместник-министър на труда и социалната политика и отговаря за политиката на пазара на труда, европейски програми и проекти и международна дейност. Била е ръководител на Управляващия орган на Оперативна програма „Развитие на човешките ресурси“.
От 28 февруари 2012 до 12 март 2013 г. и от 30 май 2013 г. до 17 декември 2015 г. е секретар по социални политики, младежта и спорта на президента.
От 13 март до 29 май 2013 г. е заместник министър-председател и министър на труда и социалната политика в състава на служебното правителство на Марин Райков.
На 18 декември 2015 г. е назначена за началник на кабинета на президента.
От 9 август 2016 г. е постоянен представител на Република България към Службата на ООН и други международни организации в Женева със седалище в гр. Женева, Конфедерация Швейцария.
Владее английски и руски език.